# 5-й Західний провулок (Житомир)
5-й Західний провулок — провулок в Богунському районі міста Житомира.

## Характеристики
Розташований на Мальованці. Бере початок з 4-го Західного провулка. Прямує на північний захід. Завершується перехрестям з Березівською вулицею. Має перехрестя з провулком 6-м Західним.

## Історія
Виник і отримав назву у 1959 році. До кінця 1960-х років провулок та його забудова переважно сформувалися. 